# Landschaftsschutzgebiet Brantenberg, Stapelberg

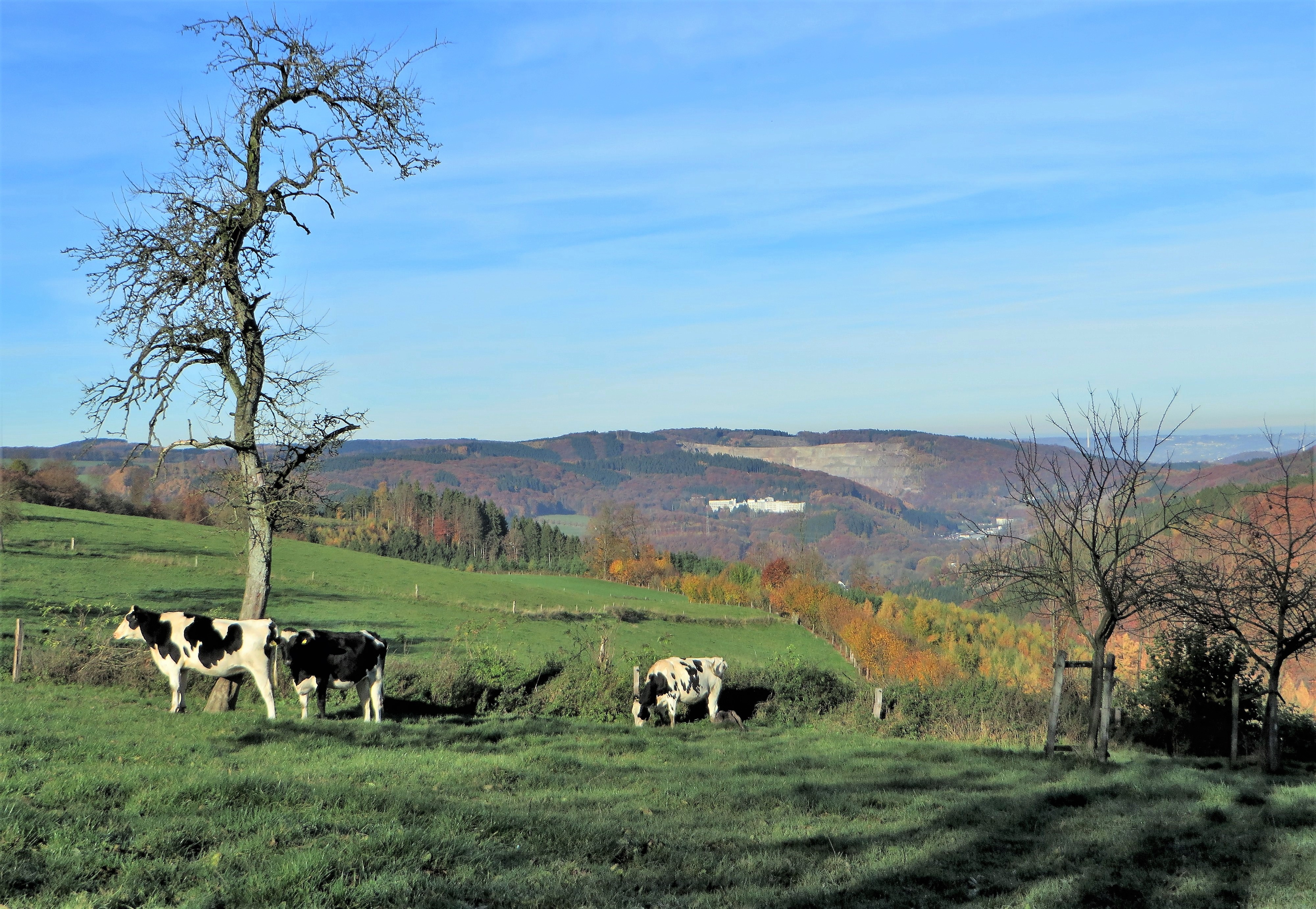
Vorne Landschaftsschutzgebiet Brantenberg, Stapelberg

Das Landschaftsschutzgebiet Brantenberg, Stapelberg mit einer Flächengröße von 523,21 ha befindet sich auf dem Gebiet der kreisfreien Stadt Hagen in Nordrhein-Westfalen. Das Landschaftsschutzgebiet (LSG) wurde 1994 mit dem Landschaftsplan der Stadt Hagen vom Stadtrat von Hagen ausgewiesen.

## Beschreibung
Im Westen grenzt das Landschaftsschutzgebiet westlich Priorei an. Im Süden liegt das besiedelte Tal der Sterbeke und im Norden das Landschaftsschutzgebiet Asmecker Bachtal. Im Nordosten bzw. Osten das Landschaftsschutzgebiet Deipenbrink. Im Osten und Süden liegt das Landschaftsschutzgebiet Märkischer Kreis.
Im LSG liegen hauptsächlich Waldbereiche mit zahlreichen Bachläufen. Höchste Berge im LSG sind der Brantenberg (350 m) und der Stapelberg (355 m).

## Schutzzweck
Laut Landschaftsplan erfolgte die Ausweisung „zur Erhaltung und Wiederherstellung der Leistungsfähigkeit des Naturhaushaltes, insbesondere durch Sicherung eines überwiegend zusammenhängenden Waldgebietes und des z. T. noch natürlichen Verlaufes des Sterbecker Baches und wegen der Vielfalt, Eigenart und Schönheit des Landschaftsbildes, insbesondere der Quellbereiche und Bachläufe mit typischen Vegetations- und Landschaftselementen“.